# Zarzecze (Szczuczki VI Kolonia)
Zarzecze – część wsi Szczuczki VI Kolonia, w województwie lubelskim, powiecie lubelskim, gminie Wojciechów.
W latach 1975–1998 miejscowość należała administracyjnie do województwa lubelskiego.